# Bauernhof-Bande
Bauernhof-Bande ist ein Kinderspiel des Spieleautors Justin Lee. Das Spiel für zwei bis vier Spieler ab vier Jahren dauert etwa 5 bis 15 Minuten pro Runde. Es ist im Jahr 2019 bei Haba erschienen und wurde im gleichen Jahr auf die Empfehlungsliste des Kritikerpreises Kinderspiel des Jahres aufgenommen.

## Thema und Ausstattung
Bei dem Spiel geht es darum, zu verhindern, dass verschiedene Tierkinder von einem Bauernhof weglaufen. Die Spieler versuchen, diese gemeinsam einzufangen und zurück in die Scheune zu bringen. Das Spielmaterial besteht neben einer Spieleanleitung aus acht Holztieren, einem Würfel, einer Scheune, einem Kartensatz aus 40 Karten und einem Start-Spielplan, an den acht Wegstreifen angelegt werden.

## Spielweise
Vor dem Spiel wird das Spielfeld aus dem zentralen Spielplan und den acht Wegstreifen aufgebaut. Dabei darf das erste Wegfeld des jeweiligen Weges nie die gleiche Farbe haben wie das Feld auf dem zentralen Spielfeld. Die acht Holztiere werden auf die acht Startfelder und die Scheune auf die Mitte des Spielfelds gestellt. Die Karten werden gemischt und verdeckt neben das Spielfeld gelegt.

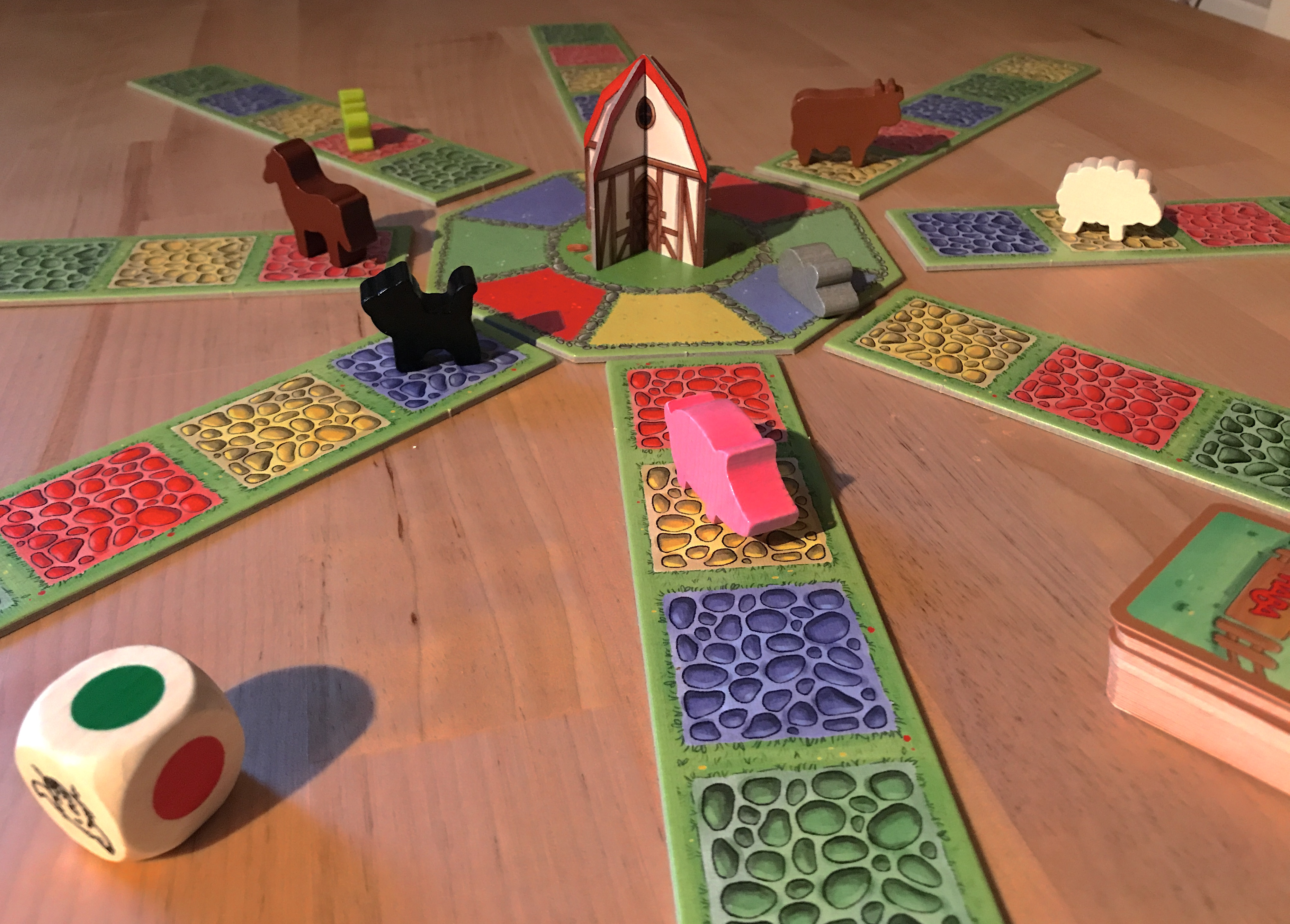
Entsprechend der Würfelfarbe werden die Figuren vorgerückt.

Das Spiel wird, beginnend mit einem Startspieler, im Uhrzeigersinn gespielt. Der jeweils aktive Spieler nimmt den Würfel und wirft ihn. Zeigt er eine Farbe, werden alle Tiere, die vor einem Feld dieser Farbe stehen, auf dieses Feld gerückt. Zeigt der Würfel den Bauern, darf ein beliebiges Tier ein Feld zurückgesetzt werden, und zeigt er den Hund, wird ein Tier zurück zur Scheune auf dem Startfeld gebracht. Nach dem Würfeln decken die Spieler eine Karte auf. Auch hierbei ergeben sich verschiedene Aktionsmöglichkeiten: Zeigt die Karte ein Tier, bewegt sich dieses ein Feld vorwärts. Handelt es sich um eine Lock-Karte für eine Tierart, etwa eine Mohrrübe für das Pferd, wird das entsprechende Tier ein Feld zurückgesetzt. Wird der Bauer aufgedeckt, darf ein beliebiges Tier ein Feld zurückgesetzt werden und bei dem Hund darf ein beliebiges Tier zurück in die Scheune gebracht werden.
Das Spiel endet, wenn alle Karten aufgebraucht wurden. Hat zu diesem Zeitpunkt kein Tier das letzte Wegfeld verlassen, haben die Mitspieler gewonnen. Ist ein Tier dagegen über das Feld hinaus gekommen, haben sie verloren.

## Veröffentlichung und Rezeption
Das Spiel Bauernhof-Bande wurde von dem Spieleautor Justin Lee entwickelt und ist im Jahr 2019 bei Haba in einer multilingualen Version auf Deutsch, Niederländisch, Französisch, Englisch, Italienisch und Spanisch erschienen. Dabei veröffentlichte es HABA in verschiedenen Verpackungen für verschiedene Länder. Das Spiel wurde im Erscheinungsjahr auf die Empfehlungsliste des Kritikerpreises Kinderspiel des Jahres aufgenommen.
Die Jury zum Kinderspiel des Jahres beschrieb das Spiel wie folgt:

„Anarchie auf der Farm der Tiere – Bauer Fridolin und Hütehund Lilli haben ihre liebe Not, das freche Ferkelchen und seine freiheitsliebenden Freunde Katze, Maus und Co. im Zaum zu halten. Durch Würfel- und Kartenglück können die Kinder gemeinsam gegensteuern. Mit leckerem Käse lockt man Mäuse, mit einer fetten Fliege den Frosch. Wer Farmer Fridolin oder Hündchen Lilli würfelt, muss entscheiden, wo die Not am größten ist und welchen Rumtreiber er zuerst zurück in den Stall holt. Die Kinder gewinnen nur gemeinsam, wenn sie ihre Spielzüge clever planen und sich gut miteinander absprechen. Bauer sucht Tier – mit kindgerechten Regeln und steiler Spannungskurve entsteht hier ein rundum gelungenes, kooperatives Abenteuer mit wunderschön gestalteten, griffigen Holztierchen.“

Der Spielekritiker Wieland Herold beschrieb das Spiel in seinem Blog „Mit 80 Spielen durch das Jahr“ und resümiert: „Kleine Kinder lassen sich schnell von der Geschichte einfangen und fiebern mit jedem Würfelwurf und jeder aufgedeckten Karte mit. Große Freude kommt dabei stets bei Lilly auf, wobei immer gemeinsam diskutiert wird, zu welchem der enteilten Tiere Lilly geschickt werden sollte. Die allermeisten Runden enden mit dem Sieg der Kinder, manchmal wird es knapp und die Tiere erreichen das vorletzte Feld, bis zum Schlussfeld kommen sie nur ganz selten. Und dann können sie auch nur erfolgreich fliehen, wenn ihre entsprechende Karte aufgedeckt wird. Das passiert aber fast nie. Deshalb bin ich entgegen der Begeisterung, die ich bei der Zielgruppe erlebe, auch nur bereit in der nächsten Woche wieder mitzuspielen. Ich weiß ja, dass wir mit hoher Wahrscheinlichkeit wieder gewinnen werden.“

## Belege
1. 1 2 3  Spieleanleitung Bauernhof-Bande HABA 2019
2. ↑  Bauernhof-Bande, Versionen bei BoardGameGeek. Abgerufen am 9. September 2019.
3. 1 2  Bauernhof-Bande auf der Website des Spiel des Jahres e.V.; abgerufen am 9. September 2019
4. ↑  Wieland Herold: Bauernhof-Bande auf Mit 80 Spielen durch das Jahr; abgerufen am 9. September 2019